# Уль-Хак, Махбуб
Махбуб уль-Хак (урду محبوب الحق‎; 
24 февраля 1934, Гурдаспур, Пенджаб, Британская Индия — 16 июля 1998, Нью-Йорк, США) — пакистанский экономист и финансист, 14-й министр финансов Пакистана с 1985 по 1988 год.

## Биография
Родился в городе Гурдаспур, в провинции Пенджаб. В августе 1947 года из-за ситуации с разделом Индии 1947 года вместе с семьёй эмигрировал в Пакистан, в город Лахор. В Пакистане Махбуб продолжил своё образование. В 1954 году поступил на кафедру гуманитарных наук. В 1958 году получил степень бакалавра экономики. Выиграл стипендию на учебу в Кембриджском университете, там также окончил бакалавриат экономики. В Кембридже выпускался в один год с Амартией Сеном, с которым впоследствии дружил на протяжении всей жизни. Затем по стипендии учился в докторантуре в США, в Йельском университете. После получения докторской степени некоторое время работал в Гарвардском университете.
После возвращения в Пакистан поступил на службу в Плановую комиссию Пакистана, а вскоре стал её главным экономистом. Поддерживал политику президента Пакистана Айюб Хана. Был сторонником капиталистического развития страны и, работая советником по экономическим вопросам правительства Пакистана, применял принципы свободного рынка в качестве стимуляторов экономики. В 1965 году на публичной пресс-конференции высказал мнение, что «22 семейные промышленные группы полностью доминируют в экономической и финансовой сферах Пакистана и контролируют две трети промышленных, 80 % банковских и 79 % страховых активов в производственном комплексе страны». Уль-Хак считал такую модель экономики нежизнеспособной и высказывался за повышенное налогообложение олигархических структур. В 1970 году стал директором планирования Всемирного банка, а в 1971 году эмигрировал в Великобританию незадолго до третьей индо-пакистанской войны.
В Великобритании получал приглашения президента Бхутто принять участие в работе Министерства финансов страны, но отказывался из-за критических взглядов на реализуемую главой социалистическую экономику. Вернулся в страну лишь в 1982 году по просьбе генерала Зия-уль-Хака и возглавил Министерство финансов Пакистана. Также входил в Исполнительный комитет Комиссии по исследованию космоса и верхних слоёв атмосферы.
В 1989 вместе с женой Махбуб уль-Хак переехал в Нью-Йорк, где работал специальным советником Администратора Программы развития ООН. В 1990 году группой экономистов, которую возглавлял уль-Хак, были опубликованы исследования, в которым определены концептуальные положения Индекса человеческого развития. С этого же года этот индекс был включен в систему показателей ПРООН, рассчитываемых в Отчёте о человеческом развитии. В 1996 году уль-Хак организовал в Исламабаде Центр человеческого развития, который занимается научными исследованиями развития человеческого потенциала, особенно в регионе Южной Азии.
Махбуб уль-Хак скончался 16 июля 1998 года. В память об учёном ПРООН учредила Премию имени Махбуба уль-Хака за выдающийся вклад в развитие человеческого потенциала, которая вручается ведущему национальному, региональному или мировому деятелю, продемонстрировавшему выдающуюся приверженность делу содействия пониманию и прогрессу человеческого развития. Центру человеческого развития в Исламабаде также было присвоено его имя.